# كورنيليوس كيف
كورنيليوس كيف (بالإنجليزية: Cornelius Keefe)‏ هو ممثل أمريكي، ولد في 13 يوليو 1900 في بوسطن في الولايات المتحدة، وتوفي في 11 ديسمبر 1972 في لوس أنجلوس في الولايات المتحدة.

## وصلات خارجية
- كورنيليوس كيف على موقع IMDb (الإنجليزية)
- كورنيليوس كيف على موقع تيرنر كلاسيك موفيز (الإنجليزية)
- كورنيليوس كيف على موقع قاعدة بيانات الفيلم (الإنجليزية)